# خوان بابلو فيرغارا
خوان بابلو فيرغارا (بالإسبانية: Juan Pablo Vergara) هو لاعب كرة قدم بيروفي في مركز الوسط، ولد في 24 فبراير 1985 في ليما في بيرو، وتوفي في 2 ديسمبر 2019 في خولياكا في بيرو بسبب حادث مرور. لعب مع نادي يونيفرسيتاريو.

## وصلات خارجية
- خوان بابلو فيرغارا على موقع Soccerway.com (الإنجليزية)